# Ломоносов (град)
Ломоносов  (рус. Ломоно́сов), до 1948. Оранијенбаум (рус. Ораниенба́ум), је град у Русији у Петродворцовском рејону федералног града Санкт Петербурга. Налази се на јужној обали Финског залива и око 40 km западно од Санкт Петербурга. Према попису становништва из 2010. у граду је живело 42.505 становника.
У њему се налази комплекс који се састоји од парка и палате. Ломоносов је једно од места које је било под управом Санкт Петербурга, а није било заробљено од стране Немаца у Другом светском рату.

## Име
Изворно име града било је Оранијенбаум, што на немачком значи „стабло наранџе“ (данас се то пише Orangebaum). Име је 1948. промењено у Ломоносов, по Михаилу Ломоносову, научнику који је основао фабрику у тадашњем Оранијенбауму.

## Становништво
Према прелиминарним подацима са пописа, у граду је 2010. живело 42.505 становника.
| 1939.  | 1959.  | 1970.  | 1979.  | 1989.  | 2002.  | 2010.  |
| ------ | ------ | ------ | ------ | ------ | ------ | ------ |
| 20.650 | 27.500 | 40.000 | 43.300 | 41.700 | 37.776 | 42,505 |